# Општина Места
Општина Места (грч. Δήμος Νέστου, Димос Несту) је општина која припада округу Кавала у оквиру периферије Источна Македонија и Тракија у Грчкој. Седиште општине је у граду Хрисуполи. Оптштина је добила име по реци Мести. 

## Насељена места
Општина је основана 2011. године државном реформом при чему су дотадашње три општине спојене у једну: Керамоти, Орину и Хрисуполи.
- Општинска јединица Керамоти: Керамоти, Ајасма, Монастираки, Нова Карија, Паралија Ајасматос, Пигес, Хедефто.

- Општинска јединица Орину: Лекани, Дипотамос, Дисвато, Елафохори, Кехрокамбос, Крионери, Макрихори, Никитес, Платамонас, Платанија, Свети Козма, Скопос, Стегно.

- Општинска јединица Хрисуполи: Хрисуполи, Аврамилија, Герондас, Горњи Пондоливадо, Гравуна, Дамаскинија, Дијалекто, Екали, Еклекто, Ератино, Заркадија, Крини, Нови Коми, Нови Ксеријас, Парадисос, Перни, Петропиги, Пондоливадо, Хрисохори.

## Становништво
| 2011.  | 2021.  |
| ------ | ------ |
| 22.331 | 20.311 |